# Jayson Jablonsky
Jayson Michael Jablonsky (Orange, 23 luglio 1985) è un ex pallavolista statunitense.
Giocava nel ruolo di schiacciatore.

## Carriera

### Club
La carriera di Jayson Jablonsky nel Balboa Bay, con cui disputa i tornei giovanili locali. Inizia poi la carriera universitaria con la UC Irvine, con cui vince la NCAA Division I nel 2007, durante il suo senior year; nel corso della carriera universitaria riceve diversi riconoscimenti individuali, su tutti quello di National Player of the Year.
Nel 2007, dopo aver vinto la medaglia di bronzo alla XXIV Universiade, inizia la carriera professionistica nella Liga de Voleibol Superior Masculino coi Playeros de San Juan. Nel 2008 viene ingaggiato in Grecia dall'AEK Atene, con cui disputa la seconda parte della stagione 2007-08. Nella stagione 2008-09 viene ingaggiato dalla Zinella Bologna, nella Serie A2 italiana, mentre nella stagione seguente viene ingaggiato nuovamente a Porto Rico dai Leones de Ponce, ma non riesce a concludere la stagione a causa di un infortunio.
Nel campionato 2010-11 viene acquistato dall'Olympiakos, nella Volley League greca, club con cui vince scudetto, Coppa di Grecia e Supercoppa greca. Nel campionato successivo passa al Tourcoing nella Ligue A francese. Nella stagione 2012-13 passa al club sloveno dell'ACH Volley, che lascia nel mese di gennaio, dopo la vittoria della Coppa di Slovenia per approdare negli Emirati Arabi Uniti all'Al-Ahli.
Nella stagione 2013-14 ritorna nella Ligue A francese per vestire la maglia del Tours, con cui vince la Coppa di Francia e lo scudetto, mentre nella stagione seguente approda a stagione iniziata nella Chinese Volleyball League col Fujian.
Dopo qualche mese di inattività, nel gennaio 2016 torna in campo col PAOK, club della Volley League greca col quale gioca la seconda parte del campionato 2015-16. Nel campionato seguente torna in Porto Rico, difendendo i colori degli Indios de Mayagüez; al termine degli impegni con la formazione caraibica, si trasferisce all'Al-Muharraq, in Bahrein, per la seconda parte dell'annata, dopo la quale non firma più alcun contratto professionistico.

### Nazionale
Nel 2004 vince la medaglia d'argento al campionato nordamericano Under-21, mentre quattro anni più tardi esordisce in nazionale maggiore, vincendo la medaglia d'oro alla Coppa panamericana, torneo nel quale vince la medaglia d'oro nel 2010, venendo inoltre premiato come MVP e miglior attaccante.
Nel 2011 vince la medaglia d'argento alla Coppa Panamericana e al campionato nordamericano. In seguito si aggiudica la medaglia d'argento alla NORCECA Champions Cup 2015 e l'oro alla Coppa del Mondo 2015, dove indossa per l'ultima volta la maglia degli Stati Uniti.

## Palmarès

### Club
- NCAA Division I: 1

2007
- Campionato greco: 1

2010-11
- Campionato francese: 1

2013-14
- Coppa di Grecia: 1

2010-11
- Coppa di Slovenia: 1

2012-13
- Coppa di Francia: 1

2013-14
- Supercoppa greca: 1

2010
- Middle European League: 1

2012-13

### Nazionale (competizioni minori)
- Campionato nordamericano Under-21 2004
- Universiade 2007
- Coppa Panamericana 2008
- Coppa Panamericana 2010
- Coppa Panamericana 2011
- NORCECA Champions Cup 2015

### Premi individuali
- 2006 - National Player of the Year
- 2006 - All-America First Team
- 2007 - All-America Second Team
- 2010 - Coppa Panamericana: MVP
- 2010 - Coppa Panamericana: Miglior attaccante